# PhpThumb
phpThumb est une bibliothèque logicielle pour PHP, publiée sous licence publique générale GNU permettant la génération dynamique de vignettes à partir de plus grandes images, dans le double but d'optimiser la taille de l'image envoyée au navigateur web, et donc la bande passante équivalente d'une part, et de fournir des rendus plus lisses que ceux issus du redimensionnement effectué par les navigateurs standards.

## Fonctionnement

### Format d'entrée supportés
JPEG, PNG, GIF, BMP